# Wendelin Boeheim
Wendelin Boeheim (Wiener Neustadt, 17 settembre 1832 – Vienna, 1º novembre 1900) è stato un militare e storico austriaco, ufficiale dell'Imperial regio Esercito austro-ungarico ed autore del famoso Handbuch der Waffenkunde. Das Waffenwesen in seiner historischen Entwicklung vom Beginn des Mittelalters bis zum Ende des 18. Jahrhunderts, testo fondamentale per lo studio iconografico delle armi medievali e rinascimentali europee, edito a Lipsia nel 1890.

## Biografia
Wendelin Boeheim ha insegnato dal 1859 al 1869 all'Accademia Militare Maria Teresiana. Nel 1878 diventa responsabile della conservazione della collezione delle armi imperiali e partecipa alla fondazione del museo delle Belle Arti e del Museo di storia militare di Vienna.
Nel 1897 fonda l'attuale rivista Waffen- und Kostümkunde con il nome di "Zeitschrift für historische Waffenkunde".
Il suo manuale "Handbuch der Waffenkunde", pubblicato nel 1890 è considerato un'opera scientifica di riferimento nel campo dell'armamento medievale. Meno conosciute sono i suoi trattati sulla moda medievale o sulle biografie. Altre pubblicazioni sono apparse nelle "Jahrbücher der Kunsthistorischen Sammlung".
Dal 1961, una via del 23º distretto di Vienna, Liesing, porta il suo nome (la Böheimgasse).

## Scritti
- Handbuch der Waffenkunde. Das Waffenwesen in seiner historischen Entwicklung vom Beginn des Mittelalters bis zum Ende des 18. Jahrhunderts, Lipsia, 1890
- Die Zeugbücher des Kaisers Maximilian I., 1892
- Meister der Waffenschmiedekunst vom 14. bis ins 18. Jahrhundert, Berlino, 1897